# Reo Pargial
Der Reo Pargial (auch Leo Pargial, Reo Purgyil und Leo Pargil), mit tibetischem Namen in China Nyaingoparge Ngale (chinesisch 列俄帕尔格阿勒峰, Pinyin Liè’épà’ěrgé Ālè Fēng), ist ein Berg im Westhimalaya auf der Grenze zwischen dem indischen Bundesstaat Himachal Pradesh und dem Regierungsbezirk Ngari des Autonomen Gebiets Tibet in der Volksrepublik China.
Der Name des Berges bedeutet „Felsdämon“. Mit einer Höhe von 6816 m  gilt er als der höchste Berg im Bundesstaat Himachal Pradesh. Entlang der Südflanke des Reo Pargial verläuft der Oberlauf des Satluj, in welchen 12,5 km weiter südwestlich der Spiti, der die Nordflanke des Berges entwässert, einmündet. 2 km südlich des eigentlichen Reo Pargial befindet sich der etwas niedrigere Peak 6791, ein berühmter Zwilling.
Der 6791 m hohe südliche Gipfel wurde am 10. August 1933 von Marco Pallis und Charles Warren von Westen her erstbestiegen. Der 6816 m hohe Gipfel wurde erst im Jahr 1971 von einer Expedition der indisch-chinesischen Grenzpolizei erstbestiegen.